# Brumby (Staßfurt)
Brumby is een plaats en voormalige gemeente in de Duitse deelstaat Saksen-Anhalt, en maakt deel uit van de Landkreis Salzlandkreis.
Brumby telt 1.030 inwoners.